# Randy Horton
Kenneth Howard Randolph "Randy" Horton (ur. 22 stycznia 1945 w Somersecie) – piłkarz bermudzki, występujący na pozycji napastnika, polityk.
Randy Horton ukończył Culham College w Anglii oraz Rutgers University i George Washington University w Stanach Zjednoczonych.
Karierę sportową rozpoczął od gry w krykieta w klubie Worcestershire County Cricket Club. grał również w Football League w klubie Huddersfield Town na czas studiowania na Uniwersytecie Oksfordzkim w Instytucie Edukacji Wychowania Fizycznego. W latach 1969–1980 rozegrał pięć meczów w krykietowej reprezentacji Bermudów.

## Kariera piłkarska
Randy Horton po ukończeniu studiów wrócił do ojczyzny, gdzie w latach 1966–1970 grał w Somerset Trojans. Potem wyjechał do Stanów Zjednoczonych, by grać w lidze NASL w klubie Philadelphia Ukrainians.
Następnie w 1971 roku przeniósł się do Cosmosu Nowy Jork, w którym grał do 1974 roku. W tym okresie osiągnął największe sukcesy w karierze piłkarskiej: mistrzostwo NASL (1972), król strzelców NASL (1972 – 9 goli), MPV NASL (1972), Odkrycie NASL (1971). W barwach tego klubu rozegrał w lidze NASL 52 mecze i strzelił 29 goli. Potem grał w Washington Diplomats (1975 – 18 meczów, 7 goli w lidze NASL) i Hartford Bicentennials, gdzie w 1976 roku zakończył karierę piłkarską. Łącznie w lidze NASL 70 meczów i strzelił 36 goli.

## Sukcesy zawodnicze

### Cosmos Nowy Jork
- Mistrzostwo NASL: 1972

### Indywidualne
- Król strzelców NASL: 1972
- MVP NASL: 1972
- Odkrycie NASL: 1971

## Kariera polityczna
Randy Horton po zakończeniu kariery piłkarskiej od stycznia 1998 jest posłem Parlamentu Bermudzkiego i zasiadał w tamtejszych Ministerstwach Spraw Wewnętrznych, Sportu, Edukacji, Pracy, Środowiska i Bezpieczeństwa Publicznego. 8 lutego 2013 roku został wybranym marszałkiem Izby Zgromadzenia, będąc tym samym pierwszym członkiem partii opozycyjnej obejmującym to stanowisko.